# Daniel Caines
Daniel Stephen Caines (né le 15 mai 1979 à Solihull) est un athlète britannique spécialiste du 400 mètres.
Il se révèle en début de saison 2001 en remportant la finale du 400 m des Championnats du monde en salle de Lisbonne en 46 s 40, devant l'Américain Milton Campbell. Vainqueur de la Coupe d'Europe 2002, il se classe quatrième des Jeux du Commonwealth de Manchester après avoir établi en 44 s 98 la meilleure performance de sa carrière sur un tour de piste. Lors des Championnats d'Europe de Munich, Daniel Caines se classe troisième du 400 m, derrière l'Allemand Ingo Schultz et l'Espagnol David Canal, puis remporte le titre continental du relais 4 × 400 m aux côtés de ses coéquipiers britanniques Jared Deacon, Matt Elias et Jamie Baulch.
En 2003, Daniel Caines décroche la médaille d'argent du 400 m lors des mondiaux en salle de Birmingham, l'américain Tyree Washington l'empêchant de conserver son titre remporté deux ans plus tôt.

## Palmarès
| Année | Compétition                    | Lieu       | Place | Épreuve   |
| ----- | ------------------------------ | ---------- | ----- | --------- |
| 2000  | Jeux olympiques                | Sydney     | 5e    | 4 × 400 m |
| 2001  | Championnats du monde en salle | Lisbonne   | 1er   | 400 m     |
| 2002  | Championnats d'Europe          | Munich     | 3e    | 400 m     |
| 2002  | Championnats d'Europe          | Munich     | 1er   | 4 × 400 m |
| 2003  | Championnats du monde en salle | Birmingham | 2e    | 400 m     |
| 2003  | Championnats du monde en salle | Birmingham | 3e    | 4 × 400 m |

- Champion du Royaume-Uni 2003

## Records personnels
- 200 m - 20 s 84 (2003)
- 400 m - 44 s 98 (2002)